# California State Railroad Museum
Le California State Railroad Museum est un musée ferroviaire américain. Si l'idée d'un musée remonte à 1937 venant de passionnés de trains regroupés dans la section Pacific coast de la Railway & Locomotive historical society, le musée a vu le jour en 1976 puis agrandi en 1981. Il  est situé à Sacramento et possède dans sa collection 21 locomotives et wagons.

## Galerie de photographies

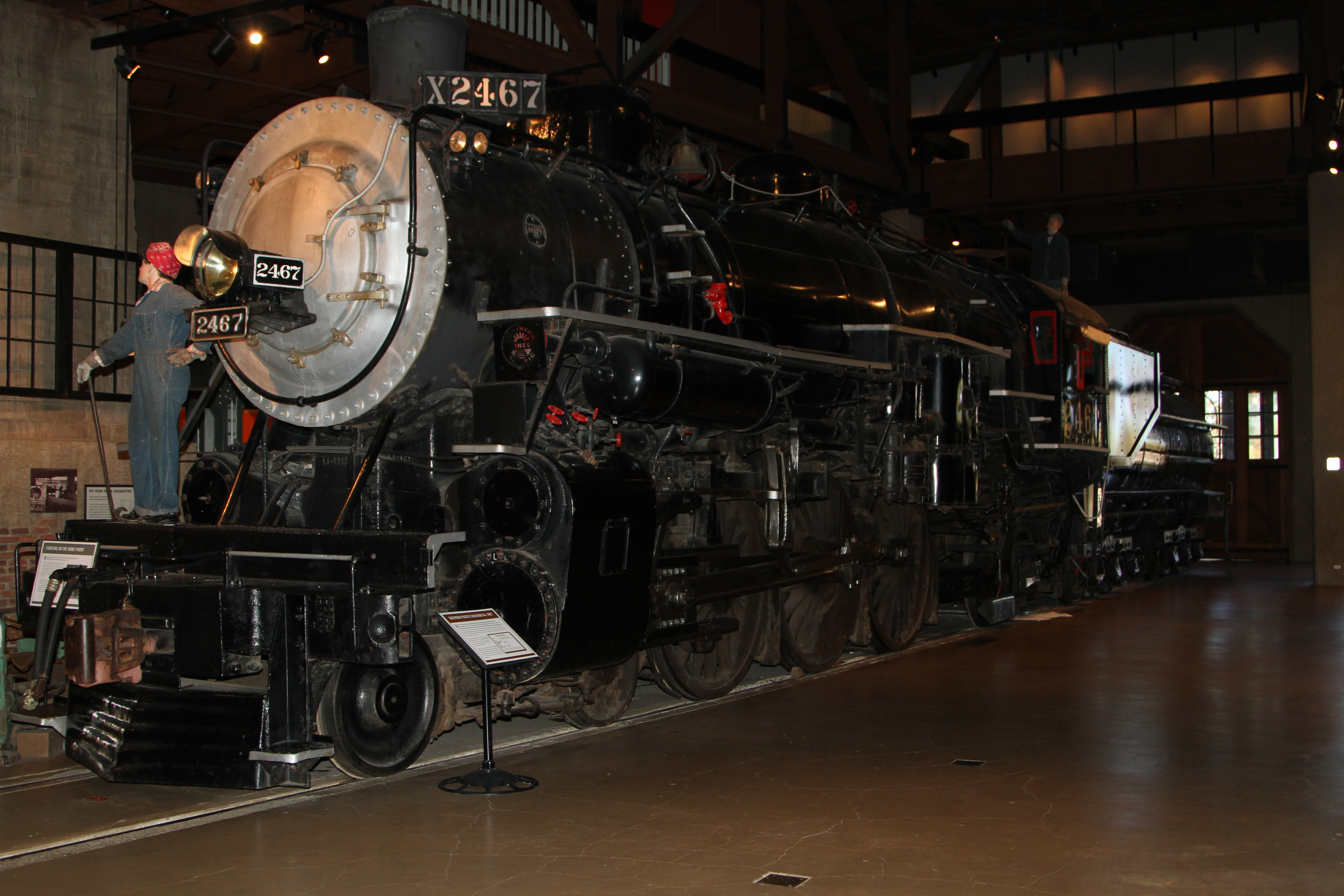
Southern Pacific 2467
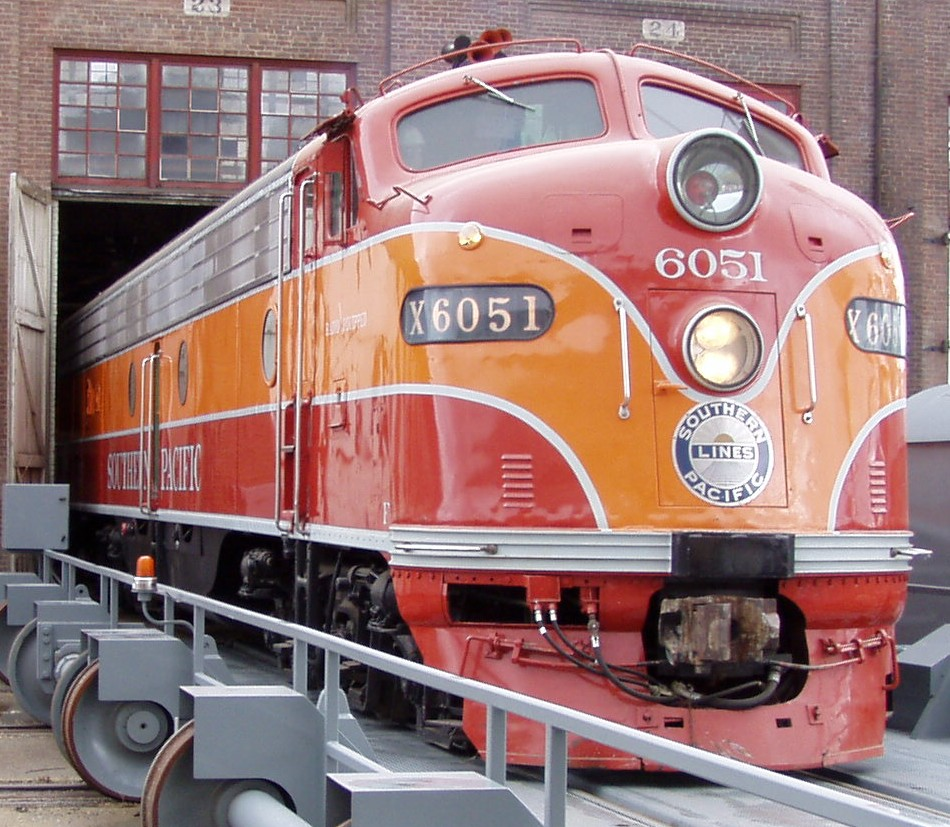
Southern Pacific 6051
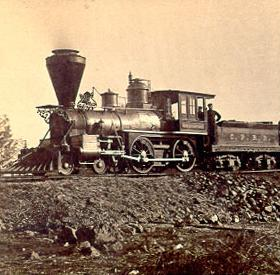
Gov. Stanford